# Fondo de Inversión de Pensiones del Gobierno
El Fondo de Inversión de Pensiones del Gobierno (en inglés: Government Pension Investment Fund, GPIF; japonés: 年金積立金管理運用独立行政法人, Nenkin Tsumitate-kin Kanri Un'yō Dokuritsu-gyōsei-Hōjin) es una agencia administrativa incorporada (una institución administrativa independiente), establecida por el gobierno japonés. Es el fondo soberano de inversión más grande del mundo. El GPIF de Japón es el mayor inversionista de fondos públicos en Japón por activos y es uno de los principales defensores de los Principios de Administración.

## Perfil
El Fondo de Inversión de Pensiones del Gobierno (GPIF) manifiesta que ha sido constituido sobre los siguientes principios de inversión:
- El objetivo general debería ser lograr los rendimientos de inversión necesarios para el sistema público de pensiones con riesgos mínimos, únicamente en beneficio de los beneficiarios de las pensiones desde una perspectiva a largo plazo, contribuyendo así a la estabilidad del sistema.
- La principal estrategia de inversión debe ser la diversificación por clase de activos, región y período de tiempo. Si bien reconocemos las fluctuaciones de los precios de mercado en el corto plazo, lograremos rendimientos de las inversiones de una manera más estable y eficiente aprovechando nuestro horizonte de inversión a largo plazo, mientras que al mismo tiempo aseguraremos suficiente liquidez para pagar los beneficios de las pensiones.
- Formulamos la combinación de activos de la política y gestionamos y controlamos los riesgos a nivel de la cartera de activos general, cada clase de activos y cada administrador de activos. * Empleamos inversiones tanto pasivas como activas para comparar los rendimientos (es decir, los rendimientos promedio del mercado) establecidos para cada clase de activo, mientras buscamos oportunidades de inversión rentables sin explotar.
- Al cumplir con nuestras responsabilidades, continuaremos maximizando el rendimiento de las inversiones en acciones a mediano y largo plazo en beneficio de los beneficiarios de pensiones.

En agosto de 2023, el GPIF informó una ganancia trimestral récord de 18,98 billones de yenes (133,2 mil millones de dólares). Este sólido desempeño se atribuyó al alto desempeño de las acciones globales y a la debilidad del yen japonés, que incrementó los retornos en el extranjero.